# 蓬蒂
蓬蒂（義大利語：Ponti），是意大利亚历山德里亚省的一个市镇。总面积12.4平方公里，人口646人，人口密度52.1人/平方公里（2009年）。ISTAT代码为006134。